# Amphoe de Kamphaeng Saen

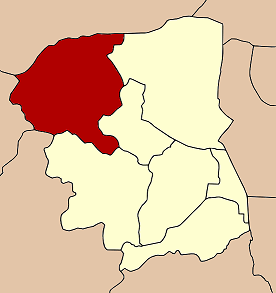
Localización en rojo del distrito de Kamphaeng Saen en la provincia de Nakhon Pathom.

Kamphaeng Saen (en tailandés: กำแพงแสน) es un distrito (amphoe) noroccidental de la provincia de Nakhon Pathom en Tailandia, y también una ciudad (thesaban). Ocupa un área de 405,019 km² con una población de 124.715 habitantes (censo de 2000).
Kamphaeng Saen fue una antigua ciudad del reino de la cultura Dvaravati con gran cantidad de estupas, y otros restos arqueológicos encontrados en la zona.
Los distritos próximos, en el sentido de las agujas del reloj, son: Song Phi Nong de la provincia de Suphanburi; Bang Len, Don Tum y Mueang Nakhon Pathom de la provincia de Nakhon Pathom; Ban Pong de la provincia de Ratchaburi, y Tha Maka de la provincia de Kanchanaburi.
Tiene un campus de la universidad de Kasetsart.

## Administración
Además de la ciudad de Kamphaeng Saen que cubre parcialmente los tambon de Kamphaeng Saen y Thung Kraphanghom, el distrito está dividido en 15 comunas (tambon), subdivididas a su vez en 202 poblados (muban).
| 1.  | Thung Kraphanghom | ทุ่งกระพังโหม |  |
| 2.  | Kra Tip           | กระตีบ      |  |
| 3.  | Thung Luk Nok     | ทุ่งลูกนก     |  |
| 4.  | Huai Khwang       | ห้วยขวาง    |  |
| 5.  | Thung Khwang      | ทุ่งขวาง     |  |
| 6.  | Sa Si Mum         | สระสี่มุม     |  |
| 7.  | Thung Bua         | ทุ่งบัว       |  |
| 8.  | Don Khoi          | ดอนข่อย     |  |
| 9.  | Sa Phatthana      | สระพัฒนา    |  |
| 10. | Huai Monthong     | ห้วยหมอนทอง |  |
| 11. | Huai Muang        | ห้วยม่วง     |  |
| 12. | Kamphaeng Saen    | กำแพงแสน   |  |
| 13. | Rang Phikun       | รางพิกุล     |  |
| 14. | Nong Krathum      | หนองกระทุ่ม  |  |
| 15. | Wang Nam Khiao    | วังน้ำเขียว   |  |

- Datos: Q260370
- Multimedia: Kamphaeng Saen District / Q260370